# Montesa Scorpion
La Montesa Scorpion, anomenada oficialment Scorpion 50, fou un model de ciclomotor que fabricà Montesa entre 1972 i 1976. Al llarg de la seva vida comercial se'n fabricaren dues versions gairebé idèntiques, ambdues amb les següents característiques generals: motor de dos temps monocilíndric refrigerat per aire de 48,7 cc, bastidor autoportant, frens de tambor i amortidors de forquilla convencional davant i telescòpics darrere. Com passava amb la major part dels ciclomotors Montesa, el motor era el model G50 de la firma alemanya Jlo, el qual fabricava sota llicència l'empresa catalana.
A mig camí entre el fora d'asfalt i la carretera, la Scorpion prenia el nom de la King Scorpion 250 de trail, llançada el 1970, i n'adoptava l'estètica a escala reduïda. El 1974, Montesa en llançà una versió més encarada a la carretera i l'anomenà Rápita 50, tal com va fer amb els models superiors de les respectives gammes (King Scorpion 250 i Rápita 250).

## Versions

### Llista de versions produïdes
| Versió                    | Id. Model                 | Anys                      | Núm. Sèrie                | Unitats | Color dipòsit                             |
| ------------------------- | ------------------------- | ------------------------- | ------------------------- | ------- | ----------------------------------------- |
| 50                        | 30M                       | 1972 - 1974               | 30M0001-5300              | 5.300   | Vermell                                   |
| 50R                       | 30M                       | 1974 - 1976               | 30M5301-                  | 6.250   | Vermell amb doble franja negra i carbassa |
| Total d'unitats produïdes | Total d'unitats produïdes | Total d'unitats produïdes | Total d'unitats produïdes | 11.550  |                                           |

### 50
Fitxa tècnica
| Montesa Scorpion 50 | Montesa Scorpion 50 |
| --- | ------------------- |
| Id. Model | 30M                 |
| Núm. Sèrie | 30M0001-5300        |
| Anys | 1972 - 1974         |
| CC | 48,7                |
| Diàmetre x Carrera | 38 x 43 mm          |
| Compressió | 10:1                |
| CV | 2,2 a 4.800 rpm     |
| Carburador | Dell'Orto SHA/14-14 |
| Canvi | 3 velocitats        |
| Suspensió davant | Telescòpica         |
| Suspensió darrera | Oscil·lant          |
| Pneumàtic davant | 2,25 x 19"          |
| Pneumàtic darrera | 3 x 18"             |
| Frens davant | Tambor 110 mm       |
| Frens darrera | Tambor 110 mm       |
| Pes en sec | 50 kg               |
| Capacitat dipòsit | 5,5 l               |
| Color dipòsit | Vermell             |
| \| • Altres \| \| ---------------------------------------------------------------------------------------- \| \| - Longitud total: 1.800 mm - Distància entre eixos: 1.190 mm - Velocitat màxima: 40 km/h \| |                     |
| • Altres |                     |
| - Longitud total: 1.800 mm - Distància entre eixos: 1.190 mm - Velocitat màxima: 40 km/h |                     |

### 50R
Fitxa tècnica
| Montesa Scorpion 50 R | Montesa Scorpion 50 R                     |
| --- | ----------------------------------------- |
| Id. Model | 30M                                       |
| Núm. Sèrie | 30M5301-                                  |
| Anys | 1974 - 1976                               |
| CC | 48,7                                      |
| Diàmetre x Carrera | 38 x 43 mm                                |
| Compressió | 10:1                                      |
| CV | 2 a 4.800 rpm                             |
| Carburador | Dell'Orto SHA/14-14 14 mm                 |
| Canvi | 3 velocitats                              |
| Suspensió davant | Telescòpica                               |
| Suspensió darrera | Oscil·lant                                |
| Pneumàtic davant | 2,25 x 19"                                |
| Pneumàtic darrera | 3,25 x 18"                                |
| Frens davant | Tambor 110 mm                             |
| Frens darrera | Tambor 110 mm                             |
| Pes en sec | 50 kg                                     |
| Capacitat dipòsit | 5,5 l                                     |
| Color dipòsit | Vermell amb doble franja negra i carbassa |
| \| • Altres \| \| ---------------------------------------------------------------------------------------- \| \| - Longitud total: 1.800 mm - Distància entre eixos: 1.190 mm - Velocitat màxima: 40 km/h \| |                                           |
| • Altres |                                           |
| - Longitud total: 1.800 mm - Distància entre eixos: 1.190 mm - Velocitat màxima: 40 km/h |                                           |